# Dale Tallon
Pour les articles homonymes, voir Dale et Tallon.
Dale Tallon, né le 19 octobre 1950 à Rouyn-Noranda dans la province de Québec, est l'ancien directeur général des Blackhawks de Chicago de 2005 à 2009. Le 17 mai 2010, il est nommé directeur général des Panthers de la Floride. Il était auparavant lui-même joueur de hockey sur glace, évoluant à la position de défenseur.
Il a joué son hockey junior dans la Association de hockey de l'Ontario pour les Generals d'Oshawa de 1967 à 1968 et pour les Marlboros de Toronto de 1968 à 1970.
Il fut repêché dans la LNH par les Canucks de Vancouver au 2e rang du repêchage de 1970.
Dale Tallon a évolué pour les Canucks de Vancouver de 1970 à 1973, pour les Black Hawks de Chicago de 1973 à 1978 et pour les Penguins de Pittsburgh de 1978 à 1980.

## Statistiques
Pour les significations des abréviations, voir Statistiques du hockey sur glace.
| Saison     | Équipe                 | Ligue      |     | Saison régulière | Saison régulière | Saison régulière | Saison régulière | Saison régulière |   | Séries éliminatoires | Séries éliminatoires | Séries éliminatoires | Séries éliminatoires | Séries éliminatoires |
| Saison     | Équipe                 | Ligue      | PJ  | B                | A                | Pts              | Pun              | PJ               | B | A                    | Pts                  | Pun                  |                      |                      |
| 1967-1968  | Generals d'Oshawa      | AHO        | 50  | 12               | 31               | 43               | 88               | -                | - | -                    | -                    | -                    |                      |                      |
| 1968-1969  | Toronto Marlboros      | AHO        | 48  | 17               | 32               | 49               | 80               | -                | - | -                    | -                    | -                    |                      |                      |
| 1969-1970  | Toronto Marlboros      | AHO        | 54  | 39               | 40               | 79               | 128              | -                | - | -                    | -                    | -                    |                      |                      |
| 1970-1971  | Canucks de Vancouver   | LNH        | 78  | 14               | 42               | 56               | 58               | -                | - | -                    | -                    | -                    |                      |                      |
| 1971-1972  | Canucks de Vancouver   | LNH        | 69  | 17               | 27               | 44               | 78               | -                | - | -                    | -                    | -                    |                      |                      |
| 1972-1973  | Canucks de Vancouver   | LNH        | 75  | 13               | 24               | 37               | 83               | -                | - | -                    | -                    | -                    |                      |                      |
| 1973-1974  | Black Hawks de Chicago | LNH        | 65  | 15               | 19               | 34               | 36               | 11               | 1 | 3                    | 4                    | 29                   |                      |                      |
| 1974-1975  | Black Hawks de Dallas  | LCH        | 7   | 1                | 4                | 5                | 14               | -                | - | -                    | -                    | -                    |                      |                      |
| 1974-1975  | Black Hawks de Chicago | LNH        | 35  | 5                | 10               | 15               | 28               | 8                | 1 | 3                    | 4                    | 4                    |                      |                      |
| 1975-1976  | Black Hawks de Chicago | LNH        | 80  | 15               | 47               | 62               | 101              | 4                | 0 | 1                    | 1                    | 8                    |                      |                      |
| 1976-1977  | Black Hawks de Chicago | LNH        | 70  | 5                | 16               | 21               | 65               | 2                | 0 | 1                    | 1                    | 0                    |                      |                      |
| 1977-1978  | Black Hawks de Chicago | LNH        | 75  | 4                | 20               | 24               | 66               | 4                | 0 | 2                    | 2                    | 0                    |                      |                      |
| 1978-1979  | Penguins de Pittsburgh | LNH        | 63  | 5                | 24               | 29               | 35               | -                | - | -                    | -                    | -                    |                      |                      |
| 1979-1980  | Firebirds de Syracuse  | LAH        | 6   | 0                | 1                | 1                | 4                | -                | - | -                    | -                    | -                    |                      |                      |
| 1979-1980  | Penguins de Pittsburgh | LNH        | 32  | 5                | 9                | 14               | 18               | 4                | 0 | 0                    | 0                    | 4                    |                      |                      |
| Totaux LNH | Totaux LNH             | Totaux LNH | 642 | 98               | 238              | 336              | 568              | 33               | 2 | 10                   | 12                   | 45                   |                      |                      |